# Kirstula
Kirstula est le 13e quartier d'Hämeenlinna en Finlande,.

## Présentation
Kirstula est situé au nord du centre-ville à la limite de Hattula, en bordure du Vanajavesi à l'est et de la route nationale 3 à l'ouest.
La voie ferrée principale et la kantatie 57 traversent aussi Kirstula.
Le manoir de Kirstula à donné son nom au quartier.